# RBMK
RBMK (russisk: Реактор Большой Мощности Канальный Reaktor Bolshoy Moshchnosti Kanalnyy, "høj-energi kanal-type reaktor") er en type grafit-baseret atomreaktor designet og bygget i Sovjetunionen.
Designet var anvendt ved atomkraftværket i Tjernobyl, hvor en RBMK-reaktor eksploderede under en test, hvilket skabte et stort radioaktivt udslip over et større område. 